# Alessandro di Licopoli
Alessandro di Licopoli (in greco antico: Ἀλέξανδρος Λυκοπολίτης?, Alèxandros Lykopolìtes; Licopoli, ... – ...; fl. IV secolo) è stato un filosofo e scrittore greco antico.

## Biografia
Vissuto in Egitto nel tardo III secolo, Alessandro è noto principalmente per essere l'autore di una confutazione del manicheismo intitolata Πρὸς τὰς Μανιχαίου δόξας/Prós tás Manichaíou dóxas (nota in latino come Tractatus de Placitis Manichaeorum). Il testo fornisce numerose informazioni sulla dottrina manichea e sulla storia di tale religione. L'asserzione di Fozio di Costantinopoli, secondo il quale Alessandro sarebbe stato il vescovo di Licopoli (Contra Manichaeos, i, 11), venne accettata sino al XIX secolo venendo ripresa da Jacques Paul Migne. Tale tesi non è tuttavia più ritenuta corretta dagli studi moderni. Tale posizione si affermò definitivamente grazie a August Brinkmann, autore di un'edizione critica dell'opera corredata di una Praefatio, pubblicata nel 1895. Simili posizioni vennero espresse dal patrologo Otto Bardenhewer (Patrologie, 234, del 1894). Va tuttavia segnalato come l'autore Louis-Sébastien Le Nain de Tillemont già nel 1697 ritenesse che Alessandro fosse probabilmente pagano di orientamento platonista (Mémoires pour servir à l'Histoire ecclésiastique des six premiers siècles).

## Presentazione e critica del manicheismo

### Contesto storico e religioso
Il trattato composto dal Licopolite contro gli insegnamenti di Mani non era destinato ad un ampio pubblico; era piuttosto un'opera la cui finalità era evidenziare presso i dotti l'irreconciliabile incompatibilità tra Platonismo e Manicheismo. L'autore constata infatti con preoccupazione la diffusione dei principi manichei anche tra i filosofi; con la sua opera egli si prefigge di contenere tale fenomeno.
La tesi di Alessandro si basa sull'assunto che il Manicheismo non è altro che una variante corrotta del Cristianesimo. Nel delineare tale parallelismo, egli analizza i concetti manichei dell'auto-realizzazione e dell'auto-comprensione di sé stessi. Alessandro rileva inoltre come Mani si fosse identificato come continuatore della missione di Cristo nonché come suo apostolo. Nella sua opera Alessandro esprime dei giudizi anche sulla cosiddetta "filosofia dei Cristiani", che egli descrive come "semplice". La sua valutazione del Cristianesimo è sostanzialmente neutrale, laddove egli la percepisce come una dottrina semplicistica, ma utile per le menti dei semplici e degli incolti. Il Cristianesimo viene descritto come una serie di istruzioni di carattere morale, ma che difetta nel creare fondazioni filosofiche profonde dei propri principi etici. Il Cristianesimo secondo Alessandro si prefigge lo scopo pratico di condurre degli individui su un percorso di virtù. Dal punto di vista di Alessandro tale funzione esaurisce sostanzialmente il significato originale del Cristianesimo. La sua mancanza di basi teoretiche si è tuttavia rivelato per esso nocivo in quanto l'originale suo messaggio è stato messo in discussione dall'emergere al suo interno di sette, che hanno introdotto innovazioni dottrinali e divisioni. La dottrina originale è divenuta così secondo Alessandro un intricato coacervo di inutili dogmi. Secondo Alessandro tale fenomeno sarebbe sintomatico del declino del Cristianesimo, fenomeno che egli paragona al declino dell'arte sofistica dell'eristica.
La figura di Gesù viene percepita positivamente da Alessandro, il quale tuttavia non lo considera redentore dell'umanità, ma semplicemente un maestro di virtù per i semplici.